# هيو فارلي
هيو فارلي (بالإنجليزية: Hugh Farley)‏ هو محامي وسياسي أمريكي، ولد في 26 نوفمبر 1932 في نيويورك في الولايات المتحدة. حزبياً، نشط في الحزب الجمهوري. وقد انتخب عضو مجلس ولاية نيويورك.